# Società Sportiva Turris Calcio 2023-2024
Questa voce raccoglie le informazioni riguardanti la Società Sportiva Turris Calcio nelle competizioni ufficiali della stagione 2023-2024.

## Divise e sponsor
Il fornitore tecnico della stagione 2023-24 è Legea. Lo sponsor di maglia è Colma.
| Casa | Trasferta | 3ª divisa |

## Organigramma societario
Area direttiva
- Presidente: Antonio Colantonio
- Vice-presidente: Salvatore Romano
- AD : Antonio Piedepalumbo
- Direttore Generale: Antonio Piedepalumbo
- Segretario Generale: Giuseppe Panariello

Area tecnica
- Direttore Sportivo: Rosario Primicile
- Allenatore: Bruno Caneo, dal 23 gennaio Leonardo Menichini
- Allenatore in seconda: Lorenzo Salvatore, dal 23 gennaio Guido Di Deo
- Match Analyst: Alex Borriello
- Preparatore atletico: Luigi Garofalo
- Collaboratore tecnico: dal 23 gennaio Lorenzo Salvatore
- Preparatore dei portieri: Emanuele Maggiani
- Team Manager: Pasquale Di Nola

Area comunicazione
- Responsabile Marketing: Clemente Mirra
- Responsabile Marketing: Lucia Coppola
- Fotografo Ufficiale: Pasquale D’Orsi
- Responsabile Comunicazione: Bruno Galvan
- Addetto Stampa: Francesco Sangiovanni
- Addetto Stampa: Alessio Acunzo
- Responsabile video conferenze: Pasquale Colantuono

Area Sanitaria
- Responsabile sanitario: Dott.Francesco Saverio Sorrentino
- Medico sociale: Dott.Fernando Misuraca
- Medico sociale: Dott.Gennaro Esposito
- Fisioterapista: Luigi Ferrara

## Rosa
Aggiornata al 20 maggio 2024.
| N. |                   | Ruolo | Calciatore               |
| -- | ----------------- | ----- | ------------------------ |
| 1  | Italia (bandiera) | P     | Simone Iuliano           |
| 2  | Italia (bandiera) | D     | Stefano Esempio          |
| 3  | Italia (bandiera) | D     | Paolo Frascatore         |
| 4  | Italia (bandiera) | C     | Daniele Franco           |
| 5  | Italia (bandiera) | D     | Niccolò Cocetta          |
| 6  | Italia (bandiera) | D     | Mirko Miceli             |
| 6  | Italia (bandiera) | D     | Laurens Serpe            |
| 7  | Italia (bandiera) | A     | Gianluca D'Auria         |
| 8  | Italia (bandiera) | C     | Raffaele Nocchiero       |
| 9  | Italia (bandiera) | A     | Angelo Guida             |
| 10 | Italia (bandiera) | A     | Luca Giannone (capitano) |
| 11 | Italia (bandiera) | A     | Francesco De Felice      |
| 12 | Italia (bandiera) | P     | Richard Marcone          |
| 13 | Italia (bandiera) | D     | Alessio Maestrelli       |
| 14 | Italia (bandiera) | A     | Fabian Pavone            |
| 16 | Italia (bandiera) | C     | Federico Casarini        |
| 16 | Italia (bandiera) | D     | Francesco Rizzo          |
| 17 | Italia (bandiera) | A     | Luca Nocerino            |
| 19 | Italia (bandiera) | A     | Riccardo Maniero         |
| 20 | Italia (bandiera) | C     | Antonio Primicile        |
| 21 | Italia (bandiera) | C     | Antonio Matera           |

| N.    |                      | Ruolo | Calciatore           |
| ----- | -------------------- | ----- | -------------------- |
| 22    | Italia (bandiera)    | P     | Andrea Pagno         |
| 23    | Italia (bandiera)    | C     | Jacopo Scaccabarozzi |
| 24    | Italia (bandiera)    | C     | Gianluca Cum         |
| 25    | Italia (bandiera)    | D     | Mirco Musumeci       |
| 27    | Italia (bandiera)    | D     | Sergio Contessa      |
| 28    | Italia (bandiera)    | D     | Arturo Onda          |
| 28/15 | Italia (bandiera)    | P     | Raffaele Guadagno    |
| 29    | Italia (bandiera)    | D     | Riccardo Burgio      |
| 29    | Italia (bandiera)    | D     | Francesco Clemente   |
| 31    | Gambia (bandiera)    | A     | Sulayman Jallow      |
| 33    | Italia (bandiera)    | D     | Lorenzo D'Alessio    |
| 37    | Italia (bandiera)    | D     | Tommaso Panelli      |
| 38    | Italia (bandiera)    | D     | Giuseppe Nicolao     |
| 72    | Italia (bandiera)    | C     | Matteo Saccani       |
| 77    | Italia (bandiera)    | P     | Gaetano Fasolino     |
| 77    | Italia (bandiera)    | C     | Nicholas Siega       |
| 89    | Italia (bandiera)    | D     | Luca Ricci           |
| 99    | Italia (bandiera)    | C     | Samuel Pugliese      |
|       | Italia (bandiera)    | D     | Francesco Desiato    |
|       | Italia (bandiera)    | D     | Gaetano Santarpia    |
|       | Argentina (bandiera) | A     | Juan Martin Dalbón   |

## Calciomercato

### Sessione estiva(dall'1/7 al 1/9)
| Acquisti | Acquisti             | Acquisti            | Acquisti              |
| R.       | Nome                 | da                  | Modalità              |
| -------- | -------------------- | ------------------- | --------------------- |
| P        | Vincenzo Colantuono  | Scafatese           | fine prestito         |
| P        | Simone Iuliano       | Turris Giovanili    | definitivo            |
| P        | Andrea Pagno         | AlbinoLeffe         | definitivo (gratuito) |
| D        | Riccardo Burgio      | Guidonia Montecelio | definitivo (gratuito) |
| D        | Niccolò Cocetta      | Udinese Primavera   | definitivo            |
| D        | Stefano Esempio      | Afragolese          | definitivo (gratuito) |
| D        | Alessio Maestrelli   | Frosinone Primavera | definitivo            |
| D        | Matteo Rosolino      | Pomigliano          | fine prestito         |
| C        | Francesco Ardizzone  | Lecco               | fine prestito         |
| C        | Gianluca Cum         | Matera              | definitivo (gratuito) |
| C        | Daniele Franco       | Avellino            | definitivo            |
| C        | Antonio Matera       | Avellino            | definitivo            |
| C        | Samuel Pugliese      | Palmese             | definitivo (gratuito) |
| C        | Matteo Saccani       | Sassuolo            | prestito              |
| C        | Jacopo Scaccabarozzi | Juve Stabia         | definitivo (gratuito) |
| A        | Gianluca D'Auria     | Imolese             | definitivo (gratuito) |
| A        | Francesco De Felice  | Paganese            | definitivo (gratuito) |
| A        | Angelo Guida         | Casertana           | definitivo (gratuito) |
| A        | Luca Nocerino        | Portici             | fine prestito         |
| A        | Fabian Pavone        | Parma               | prestito              |
| A        | Antonio Sciarretta   | Matese              | fine prestito         |

| Cessioni | Cessioni            | Cessioni           | Cessioni              |
| R.       | Nome                | a                  | Modalità              |
| -------- | ------------------- | ------------------ | --------------------- |
| P        | Vincenzo Colantuono | Sant'Antonio Abate | definitivo (gratuito) |
| P        | Federico Donini     |                    | svincolato            |
| P        | Pietro Perina       | Monopoli           | definitivo (gratuito) |
| D        | Salvatore Boccia    | Cagliari           | fine prestito         |
| D        | Francesco Di Nunzio | Afragolese         | definitivo (gratuito) |
| D        | Emanuel Ercolano    | Sampdoria          | fine prestito         |
| D        | Matteo Rosolino     | Puteolana          | definitivo (gratuito) |
| D        | Mickael Varutti     |                    | fine carriera         |
| D        | Antonio Vitiello    | Sorrento           | definitivo            |
| C        | Alberto Acquadro    | Trapani            | definitivo (gratuito) |
| C        | Francesco Ardizzone | Lecco              | definitivo            |
| C        | Sebastiano Finardi  | Atalanta U23       | fine prestito         |
| C        | Daniele Franco      | Avellino           | fine prestito         |
| C        | Hamza Haoudi        | Frosinone          | fine prestito         |
| C        | Dion Ruffo Luci     | Bologna            | fine prestito         |
| C        | Luis Maldonado      | Campobasso         | definitivo (gratuito) |
| C        | Thomas Schirò       | Crotone            | fine prestito         |
| C        | Anthony Taugourdeau | Lumezzane          | definitivo            |
| C        | Enrico Zampa        |                    | svincolato            |
| A        | Ciro Di Franco      |                    | svincolato            |
| A        | Michele Guida       | Taranto            | fine prestito         |
| A        | Vito Leonetti       | Audace Cerignola   | definitivo (gratuito) |
| A        | Salvatore Longo     | AlbinoLeffe        | definitivo            |
| A        | Antonio Sciarretta  | Casalbordino       | definitivo (gratuito) |

### Operazioni esterne alle finestre di calciomercato
| Acquisti | Acquisti           | Acquisti             | Acquisti              |
| R.       | Nome               | da                   | Modalità              |
| -------- | ------------------ | -------------------- | --------------------- |
| D        | Francesco Clemente |                      | svincolato            |
| D        | Lorenzo D'Alessio  |                      | svincolato            |
| D        | Antonio Martino    | Amatrice             | definitivo (gratuito) |
| D        | Mirco Musumeci     | Chioggia Sottomarina | definitivo (gratuito) |
| D        | Arturo Onda        | Gelbison             | definitivo (gratuito) |
| C        | Antonio Primicile  | Turris Giovanili     | definitivo            |

| Cessioni | Cessioni       | Cessioni    | Cessioni              |
| R.       | Nome           | a           | Modalità              |
| -------- | -------------- | ----------- | --------------------- |
| D        | Mirco Musumeci | San Marzano | definitivo (gratuito) |

### Sessione invernale(dal 2/1 al 1/2)
| Acquisti | Acquisti           | Acquisti       | Acquisti              |
| R.       | Nome               | da             | Modalità              |
| -------- | ------------------ | -------------- | --------------------- |
| P        | Richard Marcone    | Sorrento       | definitivo (gratuito) |
| D        | Giuseppe Nicolao   | Brindisi       | definitivo            |
| D        | Tommaso Panelli    | Sorrento       | prestito              |
| D        | Luca Ricci         | Recanatese     | definitivo            |
| D        | Laurens Serpe      | Spezia         | prestito              |
| C        | Federico Casarini  | Avellino       | definitivo            |
| A        | Juan Martin Dalbón | Racing Club II | prestito              |
| A        | Sulayman Jallow    | Latina         | definitivo            |
| A        | Nicholas Siega     | Südtirol       | definitivo            |

| Cessioni | Cessioni         | Cessioni   | Cessioni              |
| R.       | Nome             | a          | Modalità              |
| -------- | ---------------- | ---------- | --------------------- |
| P        | Gaetano Fasolino | Latina     | definitivo            |
| D        | Riccardo Burgio  | Potenza    | definitivo            |
| D        | Paolo Frascatore | Avellino   | definitivo            |
| D        | Mirko Miceli     | Taranto    | prestito              |
| D        | Francesco Rizzo  | Recanatese | definitivo (gratuito) |
| C        | Antonio Matera   | Taranto    | definitivo            |
| A        | Angelo Guida     | Brindisi   | definitivo (gratuito) |

## Risultati

### Serie C

#### Girone di andata
| Arbitro: | Perri (Roma 1) |

|                                        |           |             |
| Maniero 30’ (rig.) Cum 33’ D'Auria 87’ | Marcatori | 14’ Pastina |

| Arbitro: | Andreano (Prato) |

|                           |           |                          |
| Tumminello 46’ Vuthaj 81’ | Marcatori | 21’ Cum 31’, 47’ Maniero |

| Arbitro: | Cavaliere (Paola) |

|                                       |           |                          |
| Nocerino 22’ Scaccabarozzi 45+2’, 59’ | Marcatori | 16’ Vitale 41’ La Monica |

| Arbitro: | Galipò (Firenze) |

|                                     |           |                                         |
| Plescia 1’ Frisenna 9’ Emmausso 50’ | Marcatori | 21’ D'Auria 83’ Giannone 90+6’ Nocerino |

| Arbitro: | De Angeli (Milano) |

|             |           |                     |
| Cocetta 10’ | Marcatori | 4’, 36’, 68’ Murano |

| Arbitro: | Bordin (Bassano del Grappa) |

|                        |           |                   |
| Embalo 76’ Salines 82’ | Marcatori | 70’ Scaccabarozzi |

| Arbitro: | Diop (Treviglio) |

|              |           |                                 |
| Giannone 81’ | Marcatori | 10’, 53’ Artistico 86’ Polidori |

| Arbitro: | Lovison (Padova) |

|                      |           |                                           |
| Di Grazia 51’, 90+5’ | Marcatori | 18’ Giannone 35’ D'Auria 90+7’ Maestrelli |

| Arbitro: | Crezzini (Siena) |

|              |           |                          |
| Pugliese 64’ | Marcatori | 6’ Erradi 54’ Mignanelli |

| Arbitro: | Calzavara (Varese) |

|                                     |           |             |
| Calvano 7’ Enrici 45+2’ Bifulco 80’ | Marcatori | 43’ D'Auria |

| Arbitro: | Mirabella (Napoli) |

|  |           |            |
|  | Marcatori | 4’ De Rosa |

| Arbitro: | Scarpa (Collegno) |

|              |           |  |
| Montalto 18’ | Marcatori |  |

| Arbitro: | Centi (Viterbo) |

|  |           |             |
|  | Marcatori | 44’ Ferrini |

| Arbitro: | Vogliacco (Bari) |

|                        |           |               |
| Curado 39’ Bouah 90+7’ | Marcatori | 75’ De Felice |

| Arbitro: | Djurdjevic (Trieste) |

|             |           |              |
| Guida 90+2’ | Marcatori | 42’ D'Andrea |

| Avellino 3 dicembre 2023, ore 20:45 CET 16ª giornata | Avellino       | 0 – 0 referto | Turris | Stadio Partenio-Adriano Lombardi (6000 spett.)\| Arbitro: \| Caldera (Como) \| |
| Arbitro:                                             | Caldera (Como) |               |        |                                                                                |

| Arbitro: | Costanza (Agrigento) |

|               |           |              |
| De Felice 51’ | Marcatori | 26’ Riccardi |

| Arbitro: | Drigo (Portogruaro) |

|                                     |           |                                           |
| Costantino 14’, 37’ (rig.) Vano 86’ | Marcatori | 45+1’ Maestrelli 58’ Nocerino 63’ Maniero |

| Arbitro: | Madonia (Palermo) |

|                                               |           |          |
| De Felice 16’ Maniero 33’ (rig.) Nocerino 39’ | Marcatori | 56’ Ganz |

#### Girone di ritorno
| Arbitro: | Mastrodomenico (Matera) |

|                                     |           |                             |
| Ciano 17’ Improta 56’ Ciciretti 86’ | Marcatori | 73’ De Felice 90+2’ D'Auria |

| Arbitro: | Ubaldi (Roma 1) |

|  |           |                                       |
|  | Marcatori | 4’ Loiacono 23’, 48’ Gómez 79’ D'Ursi |

| Arbitro: | Di Cicco (Lanciano) |

|                       |           |             |
| Fusco 73’ Ravasio 76’ | Marcatori | 44’ Nicolao |

| Arbitro: | Nicolini (Brescia) |

|                                   |           |                            |
| Nocerino 8’ Frisenna 90+2’ (aut.) | Marcatori | 74’ Rosafio 90+6’ Emmausso |

| Arbitro: | Cavaliere (Paola) |

|            |           |  |
| Murano 56’ | Marcatori |  |

| Arbitro: | Di Francesco (Ostia Lido) |

|                          |           |  |
| D'Auria 21’ Pugliese 63’ | Marcatori |  |

| Francavilla Fontana 14 febbraio 2024, ore 20:45 CET 26ª giornata | Virtus Francavilla | 0 – 0 referto | Turris | Stadio Giovanni Paolo II - Nuovarredo Arena (1600 spett.)\| Arbitro: \| Scatena (Avezzano) \| |
| Arbitro:                                                         | Scatena (Avezzano) |               |        |                                                                                               |

| Arbitro: | Madonia (Palermo) |

|                      |           |  |
| Hristov 90+2’ (aut.) | Marcatori |  |

| Arbitro: | Ancora (Roma 1) |

|             |           |  |
| Adorante 2’ | Marcatori |  |

| Arbitro: | Frascaro (Firenze) |

|              |           |           |
| Contessa 65’ | Marcatori | 73’ Zonta |

| Arbitro: | Bordin (Bassano del Grappa) |

|                                 |           |            |
| Cocetta 5’ (aut.) Salvemini 73’ | Marcatori | 46’ Jallow |

| Arbitro: | Virgilio (Trapani) |

|              |           |  |
| Contessa 34’ | Marcatori |  |

| Monopoli 17 marzo 2024, ore 20:45 CET 32ª giornata | Monopoli         | 0 – 0 referto | Turris | Stadio Vito Simone Veneziani (2730 spett.)\| Arbitro: \| Galipò (Firenze) \| |
| Arbitro:                                           | Galipò (Firenze) |               |        |                                                                              |

| Arbitro: | Zanotti (Rimini) |

|                 |           |            |
| Jallow 23’, 43’ | Marcatori | 73’ Cianci |

| Cerignola 30 marzo 2024, ore 20:45 CET 34ª giornata | Audace Cerignola     | 0 – 0 referto | Turris | Stadio Domenico Monterisi (2000 spett.)\| Arbitro: \| Costanza (Agrigento) \| |
| Arbitro:                                            | Costanza (Agrigento) |               |        |                                                                               |

| Arbitro: | Emmanuele (Pisa) |

|  |           |                                                       |
|  | Marcatori | 23’ (rig.), 35’ Patierno 48’ De Cristofaro 58’ Liotti |

| Arbitro: | Mucera (Palermo) |

|              |           |                         |
| Mazzocco 42’ | Marcatori | 9’ Cocetta 85’ Pugliese |

| Torre del Greco 21 aprile 2024, ore 20:00 CEST 37ª giornata | Turris             | 0 – 0 referto | Monterosi Tuscia | Stadio Amerigo Liguori (2321 spett.)\| Arbitro: \| Scatena (Avezzano) \| |
| Arbitro:                                                    | Scatena (Avezzano) |               |                  |                                                                          |

| Arbitro: | Rinaldi (Bassano del Grappa) |

|                |           |                  |
| Petrucci 45+5’ | Marcatori | 13’, 27’ Nicolao |

### Coppa Italia Serie C

#### Turni eliminatori
| Arbitro: | Di Francesco (Ostia Lido) |

|                         |           |  |
| D'Auria 50’ (rig.), 55’ | Marcatori |  |

| Arbitro: | Ancora (Ostia Lido) |

|                                                |           |                                                                         |
| Pavone 48’ Matera 51’ (rig.) Scaccabarozzi 87’ | Marcatori | 1’ Bentivegna 41’ Marranzino 90+1’ Vimercati 106’ Piovanello 115’ Aprea |

## Statistiche

### Statistiche di squadra
Statistiche aggiornate al 27 aprile 2024
| Competizione         | Punti | In casa | In casa | In casa | In casa | In casa | In casa | In trasferta | In trasferta | In trasferta | In trasferta | In trasferta | In trasferta | Totale | Totale | Totale | Totale | Totale | Totale | D.R. |
| Competizione         | Punti | G       | V       | N       | P       | Gf      | Gs      | G            | V            | N            | P            | Gf           | Gs           | G      | V      | N      | P      | Gf     | Gs     | D.R. |
| -------------------- | ----- | ------- | ------- | ------- | ------- | ------- | ------- | ------------ | ------------ | ------------ | ------------ | ------------ | ------------ | ------ | ------ | ------ | ------ | ------ | ------ | ---- |
| Serie C              | 48    | 19      | 8       | 5       | 6       | 22      | 20      | 19           | 5            | 4            | 10           | 17           | 27           | 38     | 13     | 9      | 16     | 39     | 49     | -10  |
| Coppa Italia Serie C | -     | 0       | 0       | 0       | 0       | 0       | 0       | 1            | 0            | 0            | 1            | 0            | 5            | 1      | 0      | 0      | 1      | 0      | 5      | -5   |
| Totale               | 48    | 19      | 8       | 5       | 6       | 22      | 20      | 20           | 5            | 4            | 11           | 17           | 32           | 39     | 13     | 9      | 17     | 39     | 54     | -15  |

### Andamento in campionato
| Giornata  | 1  | 2 | 3 | 4 | 5 | 6 | 7 | 8 | 9 | 10 | 11 | 12 | 13 | 14 | 15 | 16 | 17 | 18 | 19 | 20 | 21 | 22 | 23 | 24 | 25 | 26 | 27 | 28 | 29 | 30 | 31 | 32 | 33 | 34 | 35 | 36 | 37 | 38 |
| --------- | -- | - | - | - | - | - | - | - | - | -- | -- | -- | -- | -- | -- | -- | -- | -- | -- | -- | -- | -- | -- | -- | -- | -- | -- | -- | -- | -- | -- | -- | -- | -- | -- | -- | -- | -- |
| Luogo     | C  | T | C | T | C | T | C | T | C | T  | C  | T  | C  | T  | C  | T  | C  | T  | C  | C  | T  | C  | T  | C  | C  | T  | C  | T  | C  | T  | C  | T  | C  | T  | C  | T  | C  | T  |
| Risultato | V  | V | V | N | P | P | P | V | P | P  | P  | P  | P  | P  | N  | N  | N  | N  | V  | P  | P  | P  | N  | P  | V  | N  | V  | P  | N  | P  | V  | N  | V  | N  | P  | V  | N  | V  |
| Posizione | 15 | 3 | 3 | 1 | 2 | 4 | 7 | 9 | 6 | 10 | 13 | 13 | 14 | 15 | 15 | 17 | 17 | 18 | 18 | 15 | 15 | 16 | 17 | 18 | 18 | 16 | 16 | 16 | 16 | 16 | 16 | 16 | 16 | 16 | 16 | 17 | 16 | 16 |

Fonte:  Serie C - Girone C – Classifica giornata, su transfermarkt.it.
Legenda:

Luogo: C = Casa; T = Trasferta. Risultato: V = Vittoria; N = Pareggio; P = Sconfitta.

### Statistiche dei giocatori
Aggiornata al 27 aprile 2024
| Giocatore        | Serie C  | Serie C | Serie C     | Serie C    | Coppa Italia Serie C | Coppa Italia Serie C | Coppa Italia Serie C | Coppa Italia Serie C | Totale   | Totale | Totale      | Totale     |
| Giocatore        | Presenze | Reti    | Ammonizioni | Espulsioni | Presenze             | Reti                 | Ammonizioni          | Espulsioni           | Presenze | Reti   | Ammonizioni | Espulsioni |
| ---------------- | -------- | ------- | ----------- | ---------- | -------------------- | -------------------- | -------------------- | -------------------- | -------- | ------ | ----------- | ---------- |
| R. Burgio        | 16       | 0       | 1           | 0          | 1                    | 0                    | 0                    | 0                    | 17       | 0      | 1           | 0          |
| F. Casarini      | 11       | 0       | 1           | 0          | 0                    | 0                    | 0                    | 0                    | 11       | 0      | 1           | 0          |
| F. Clemente      | 0        | 0       | 0           | 0          | 0                    | 0                    | 0                    | 0                    | 0        | 0      | 0           | 0          |
| N. Cocetta       | 27       | 2       | 6           | 1          | 2                    | 0                    | 0                    | 0                    | 29       | 2      | 6           | 1          |
| S. Contessa      | 28       | 2       | 5           | 0          | 0                    | 0                    | 0                    | 0                    | 28       | 2      | 5           | 0          |
| G. Cum           | 25       | 2       | 1           | 0          | 0                    | 0                    | 0                    | 0                    | 25       | 2      | 1           | 0          |
| J. Dalbón        | 0        | 0       | 0           | 0          | 0                    | 0                    | 0                    | 0                    | 0        | 0      | 0           | 0          |
| L. D'Alessio     | 0        | 0       | 0           | 0          | 1                    | 0                    | 0                    | 0                    | 1        | 0      | 0           | 0          |
| G. D'Auria       | 28       | 6       | 3           | 0          | 1                    | 2                    | 0                    | 0                    | 29       | 8      | 3           | 0          |
| F. De Felice     | 33       | 4       | 5           | 0          | 2                    | 0                    | 0                    | 0                    | 35       | 4      | 5           | 0          |
| F. Desiato       | 0        | 0       | 0           | 0          | 0                    | 0                    | 0                    | 0                    | 0        | 0      | 0           | 0          |
| S. Esempio       | 29       | 0       | 7           | 2          | 1                    | 0                    | 0                    | 0                    | 30       | 0      | 7           | 2          |
| G. Fasolino      | 16       | -27     | 4           | 0          | 1                    | -0                   | 0                    | 0                    | 17       | -27    | 4           | 0          |
| D. Franco        | 31       | 6       | 4           | 2          | 1                    | 0                    | 0                    | 0                    | 32       | 6      | 4           | 2          |
| P. Frascatore    | 18       | 1       | 3           | 0          | 0                    | 0                    | 0                    | 0                    | 18       | 1      | 3           | 0          |
| L. Giannone      | 24       | 3       | 4           | 0          | 1                    | 0                    | 0                    | 0                    | 25       | 3      | 4           | 0          |
| R. Guadagno      | 0        | 0       | 0           | 0          | 0                    | 0                    | 0                    | 0                    | 0        | 0      | 0           | 0          |
| A. Guida         | 9        | 1       | 3           | 0          | 2                    | 0                    | 0                    | 0                    | 11       | 1      | 3           | 0          |
| S. Iuliano       | 0        | -0      | 1           | 0          | 0                    | -0                   | 0                    | 0                    | 0        | -0     | 1           | 0          |
| S. Jallow        | 16       | 3       | 3           | 0          | 0                    | 0                    | 0                    | 0                    | 16       | 3      | 3           | 0          |
| A. Maestrelli    | 27       | 2       | 9           | 1          | 1                    | 0                    | 0                    | 0                    | 28       | 2      | 9           | 1          |
| R. Maniero       | 31       | 5       | 4           | 0          | 0                    | 0                    | 0                    | 0                    | 31       | 5      | 4           | 0          |
| R. Marcone       | 17       | -19     | 0           | 0          | 0                    | 0                    | 0                    | 0                    | 17       | -19    | 0           | 0          |
| A. Matera        | 15       | 0       | 3           | 2          | 1                    | 1                    | 0                    | 0                    | 16       | 1      | 3           | 2          |
| M. Miceli        | 10       | 0       | 2           | 1          | 1                    | 0                    | 1                    | 0                    | 11       | 0      | 3           | 1          |
| M. Musumeci      | 0        | 0       | 0           | 0          | 1                    | 0                    | 1                    | 0                    | 1        | 0      | 1           | 0          |
| G. Nicolao       | 11       | 3       | 1           | 0          | 0                    | 0                    | 0                    | 0                    | 11       | 3      | 1           | 0          |
| R. Nocchiero     | 0        | 0       | 0           | 0          | 0                    | 0                    | 0                    | 0                    | 0        | 0      | 0           | 0          |
| L. Nocerino      | 25       | 5       | 2           | 0          | 1                    | 0                    | 0                    | 0                    | 26       | 5      | 2           | 0          |
| A. Onda          | 0        | 0       | 0           | 0          | 0                    | 0                    | 0                    | 0                    | 0        | 0      | 0           | 0          |
| A. Pagno         | 5        | -11     | 0           | 0          | 1                    | -5                   | 0                    | 0                    | 6        | -16    | 0           | 0          |
| T. Panelli       | 15       | 0       | 3           | 0          | 0                    | 0                    | 0                    | 0                    | 15       | 0      | 3           | 0          |
| F. Pavone        | 11       | 0       | 1           | 0          | 2                    | 1                    | 1                    | 0                    | 13       | 1      | 2           | 0          |
| A. Prmicile      | 0        | 0       | 0           | 0          | 1                    | 0                    | 0                    | 0                    | 1        | 0      | 0           | 0          |
| S. Pugliese      | 29       | 3       | 7           | 1          | 2                    | 0                    | 0                    | 0                    | 31       | 3      | 7           | 1          |
| F. Rizzo         | 3        | 0       | 0           | 0          | 2                    | 0                    | 0                    | 0                    | 5        | 0      | 0           | 0          |
| M. Saccani       | 22       | 0       | 5           | 0          | 1                    | 0                    | 0                    | 1                    | 23       | 0      | 5           | 1          |
| G. Santarpia     | 0        | 0       | 0           | 0          | 0                    | 0                    | 0                    | 0                    | 0        | 0      | 0           | 0          |
| J. Scaccabarozzi | 36       | 3       | 7           | 0          | 2                    | 1                    | 0                    | 0                    | 38       | 4      | 7           | 0          |
| L. Serpe         | 1        | 0       | 0           | 0          | 0                    | 0                    | 0                    | 0                    | 1        | 0      | 0           | 0          |
| N. Siega         | 9        | 0       | 1           | 0          | 0                    | 0                    | 0                    | 0                    | 9        | 0      | 1           | 0          |
| L. Ricci         | 11       | 0       | 1           | 0          | 0                    | 0                    | 0                    | 0                    | 11       | 0      | 1           | 0          |